# 埃迪·奥肯登
埃迪·奥肯登（英語：Eddie Ockenden，1987年4月3日—），澳大利亚男子曲棍球运动员，2008年夏季奥林匹克运动会男子铜牌得主、2012年夏季奥林匹克运动会男子铜牌得主、2020年夏季奥林匹克运动会男子银牌得主。